# Frederik Rønnow
Frederik Riis Rønnow (Horsens, 1992. augusztus 4. –) dán válogatott labdarúgó, a német Union Berlin kapusa.

## Pályafutása

### Klubcsapatokban
A Stensballe IK és az AC Horsens csapataiban nevelkedett. 2010. augusztus 5-én 5 évre szóló profi szerződést kötött a Horsens csapatával. 2012. március 31-én debütált a bajnokságban az Aalborg BK ellen. 2013. július 5-én kölcsön vette az Esbjerg klubja, miután Lukáš Hrádecký távozott a Brøndby csapatához. 2015 július elején aláírt a Brøndby együtteséhez. A 2017–2018-as szezon megnyerte csapatával a kupát. 2018 áprilisában bejelentették, hogy nyáron csatlakozni fog az Eintracht Frankfurt csapatához, ahol ismét Lukáš Hrádecký pótlására igazolták. 2020. szeptember 30-án egy szezonra kölcsönbe került a Schalke csapatához. 2021. július 20-án az Union Berlin szerződtette.

### A válogatottban
Részt vett a 2015-ös U21-es labdarúgó-Európa-bajnokságon és a 2018-as labdarúgó-világbajnokságon. A 2020-as labdarúgó-Európa-bajnokságon is részt vett, de pályára nem lépett.

## Statisztika

### A válogatottban
| Válogatott | Év       | Pályára lépés | Gól |
| ---------- | -------- | ------------- | --- |
| Dánia      | 2016     | 4             | 0   |
| Dánia      | 2017     | 2             | 0   |
| Dánia      | 2018     | 1             | 0   |
| Dánia      | 2020     | 1             | 0   |
| Összesen   | Összesen | 8             | 0   |

## Sikerei, díjai
- Brøndby
  - Dán kupa: 2017–18